# (5271) Kaylamaya
(5271) Kaylamaya es un asteroide perteneciente al cinturón de asteroides, descubierto el 25 de junio de 1979 por Eleanor F. Helin y el también astrónomo Schelte John Bus desde el Observatorio de Siding Spring, Nueva Gales del Sur, Australia.

## Designación y nombre
Designado provisionalmente como 1979 MH7. Fue nombrado Kaylamaya en honor a Kayla Maya Soderblom, hija del científico planetario Jason Soderblom y nieta del científico planetario Larry Soderblom. Nacida con un problema cardíaco congénito, Kayla vivió solo 20 meses, pero fue una fuente de felicidad e inspiración para todos los que la conocieron.

## Características orbitales
Kaylamaya está situado a una distancia media del Sol de 2,669 ua, pudiendo alejarse hasta 2,984 ua y acercarse hasta 2,353 ua. Su excentricidad es 0,118 y la inclinación orbital 14,02 grados. Emplea 1592,72 días en completar una órbita alrededor del Sol.
El próximo acercamiento a la órbita terrestre se producirá el 16 de abril de 2126.

## Características físicas
La magnitud absoluta de Kaylamaya es 13,7. Tiene 4,653 km de diámetro y su albedo se estima en 0,469.